# Heršpice

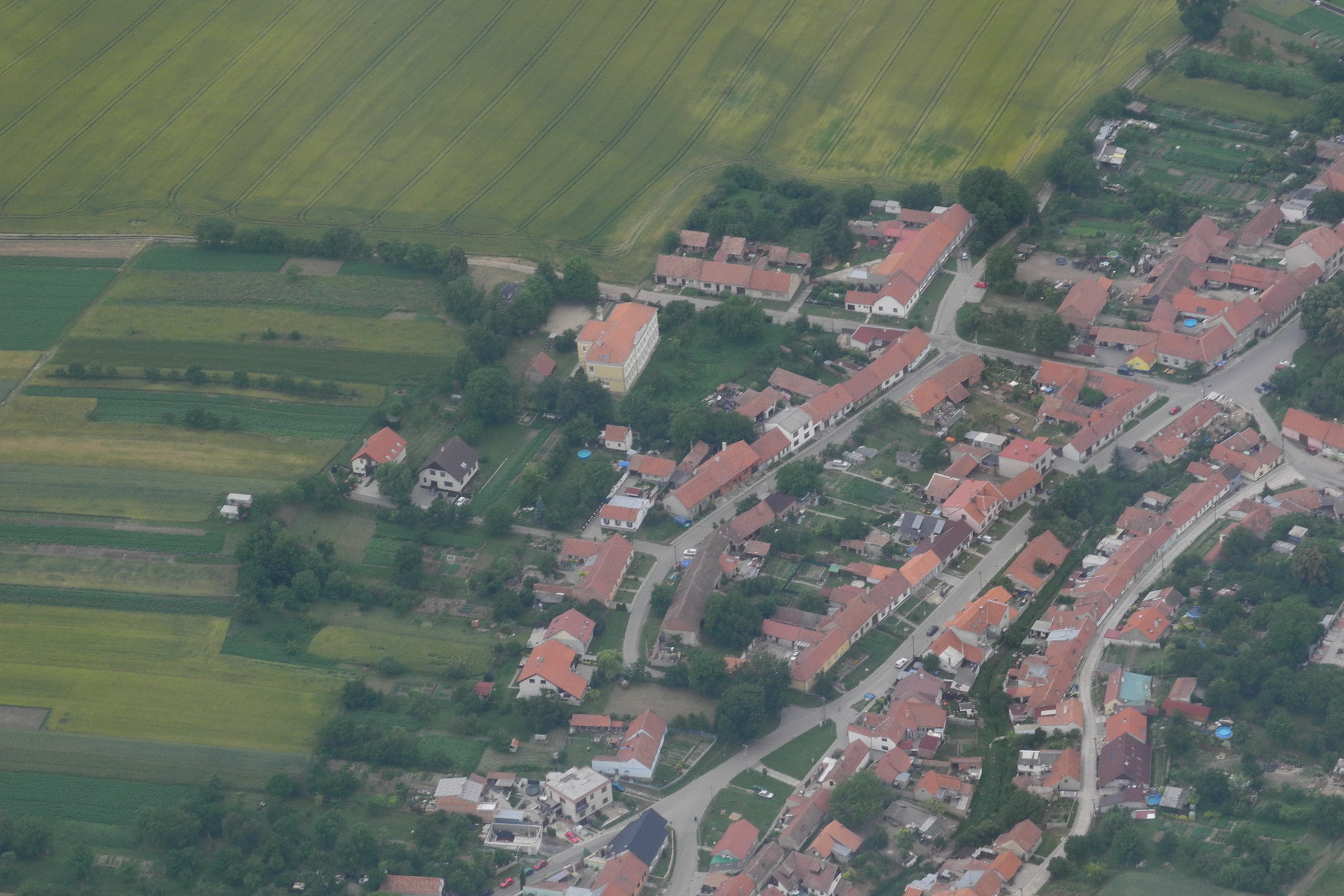
Heršpice aus der Luft (2011)

Heršpice (deutsch Herspitz) ist eine Gemeinde in Tschechien. Sie liegt fünf Kilometer südöstlich von Slavkov u Brna und gehört zum Okres Vyškov.

## Geographie
Heršpice befindet sich am nördlichen Fuße des Ždánický les am Rande des gleichnamigen Naturparks. Das Dorf liegt im Tal des Baches Heršpický potok. Südlich erhebt sich der Bílý Vlk (Wolfsberg, 381 m). Gegen Südosten befindet sich in den Wäldern die Wüstung des mittelalterlichen Dorfes Konůvky. Knapp zwei Kilometer westlich führt die Staatsstraße I/54 von Slavkov u Brna nach Kyjov vorbei. Südöstlich des Dorfes liegen die Teiche Heršpický rybník und Jalový rybník.
Nachbarorte sind Hodějice im Norden, Křižanovice im Nordosten, Rašovice im Osten, Jalový Dvůr und Ždánice im Südosten, U Bílého vlka, Zdravá Voda, Uhřice und Dambořice im Süden, Nížkovice im Südwesten, Šaratice, Kavriánov und Vážany nad Litavou im Westen sowie Stará Cihelna und Slavkov u Brna im Nordwesten.

## Geschichte
Die erste schriftliche Erwähnung von Herspicz erfolgte im Jahre 1237, als König Wenzel I. dem Deutschen Ritterorden den Besitz der Herrschaft Neusedlitz bestätigte. Der Ortsname leitet sich wahrscheinlich vom Personennamen Hereš ab. Nach längeren Streitigkeiten mit der Böhmischen Krone nutzte Wenzel IV. nach der Schlacht bei Tannenberg die Schwäche des Ordens, konfiszierte dessen Besitz und verwies den Orden 1411 des Landes. 1422 wurde die Herrschaft Austerlitz in der Landtafel an König Sigismund überschrieben. Im Jahre 1507 erwarben die Grafen Kaunitz die Güter. Zu den bedeutendsten Besitzern gehörten von 1746 bis 1794 der österreichische Haus-, Hof- und Staatskanzler Wenzel Anton Kaunitz und von 1897 bis 1913 der Stifter des Brünner Kaunitz-Kollegs, Wenzel Robert von Kaunitz. Seit dem Josephinischen Toleranzpatent bestand in Herspitz eine katholische und evangelische Gemeinde. Ende 1805 quartierten sich vor der Schlacht bei Austerlitz die Franzosen ein und plünderten das Dorf aus. 1818 begann in der Kapelle von Herspitz der Schulunterricht, zuvor wurden die Kinder in Nížkovice unterrichtet. Im Jahre 1825 wurde ein hölzernes Schulhaus errichtet. 1841 entstand ein neues eingeschossiges Schulgebäude mit einer Wohnung für den Lehrer. Bis zur Mitte des 19. Jahrhunderts blieb Herspitz immer nach Austerlitz untertänig.
Nach der Aufhebung der Patrimonialherrschaften bildete Heršpice/Herspitz ab 1850 eine Gemeinde in der Bezirkshauptmannschaft Wischau. Die evangelische Gemeinde errichtete 1856 einen eigenen Friedhof. Den alten Friedhof nutzten fortan nur noch die Katholiken. 1869 erfolgte die Weihe der Evangelischen Kirche. 1876 bezog die Schule ein neues Gebäude, in dem in drei Klassen unterrichtet werden konnten. Am 31. August 1880 wurde Tomáš Garrigue Masaryk in Heršpice in die Evangelische Gemeinde aufgenommen. 1913 erbte nach dem Tode von Wenzel Robert von Kaunitz dessen Bruder Eugen die Güter. Dieser verstarb 1919 und nach über 400-jährigen Besitz der Kaunitzer gingen diese danach an das slowakische Geschlecht Pálffy über. 1948 wurde die Familie Pálffy enteignet und deren Güter verstaatlicht.
Zwischen 1949 und 1960 gehörte die Gemeinde zum Okres Slavkov und kam nach dessen Aufhebung zum Okres Vyškov zurück. 1964 wurde Heršpice mit Nížkovice zur Gemeinde Nížkovice-Heršpice zusammengelegt. Diese löste sich 1990 wieder auf. Seit 1996 führt die Gemeinde Heršpice ein Wappen und Banner. Heršpice besteht heute aus 206 Häusern. Katholischer Pfarrort ist Slavkov u Brna.

## Gemeindegliederung
Für die Gemeinde Heršpice sind keine Ortsteile ausgewiesen. Zu Heršpice gehört die Ansiedlung Jalový Dvůr (Galtenhof).

## Sehenswürdigkeiten
- katholische Filialkirche des hl. Matthäus, erbaut 1870, im Jahre 2000 wurde die katholische Kapelle saniert und zur Kirche erweitert
- Evangelisches Bethaus, errichtet 1869
- Haus Nr. 45, hier traf sich 1805 nach der Schlacht bei Austerlitz Zar Alexander I. mit Franz II., es ist als Kulturdenkmal geschützt
- Reste der gotischen Burg Kepkov, der Feste Konůvky und erloschenes Dorf Konůvky, südöstlich im Ždánický les im Tal des Baches Křižanovický potok, archäologische Fundstätten
- Naturreservat Jalový dvůr mit Teich Heršpický rybník und angrenzendem Hang, südöstlich des Dorfes im Tal des Baches Křižanovický potok
- Naturreservat Rašovický zlom-Chobot, östlich von Heršpice